# Tölgy-zsákhordóbogár
A tölgy-zsákhordóbogár (Clytra quadripunctata) a rovarok (Insecta) osztályának a bogarak (Coleoptera) rendjébe, ezen belül a mindenevő bogarak (Polyphaga) alrendjébe és a levélbogárfélék (Chrysomelidae) családjába tartozó faj.

## Előfordulása
A tölgy-zsákhordóbogár elterjedési területe Európa nagy része.

## Megjelenése
A tölgy-zsákhordóbogár 0,8-1 centiméter hosszú. Az Európában élő három zsákhordóbogárfajt a sárgásvörös szárnyfedőkön látható 4 fekete foltról lehet jól felismerni. A fajok megjelenésükben erősen hasonlítanak egymáshoz, eltérő ökológiai igényeik alapján azonban könnyen megkülönböztethetők: a fűzfa-zsákhordóbogár (Clytra laeviuscula) például fűz- és nyárféléken, míg a tölgy-zsákhordóbogár főleg nyír- és tölgyfákon, valamint galagonyán él.

## Életmódja
A tölgy-zsákhordóbogár mezei fás növénycsoportok, utak széle, száraz gyepek és erdőszélek lakója. Megtalálható tavasszal a virágzó szederbokrokon a terméskezdeményeket fogyasztja.